# روبینیو (بازیکن فوتبال)
روبینیو بازیکن فوتبال (زاده ۴ اوت ۱۹۸۲ - سائوپائولو) اهل برزیل است.